# Cwetelina Zarkowa
Cwetelina Zarkowa (ur. 18 grudnia 1986 w Perniku) – bułgarska siatkarka, grająca na pozycji środkowej. Od stycznia 2016 roku występuje w drużynie CS Știința Bacău.

## Sukcesy klubowe
Mistrzostwo Niemiec:
- 2008
- 2006, 2009

Puchar Niemiec:
- 2009

Mistrzostwo Azerbejdżanu:
- 2010

Puchar Rumunii:
- 2012

Mistrzostwo Rumunii:
- 2012, 2015
- 2014

Puchar Czech:
- 2013

Mistrzostwo Czech:
- 2013

## Sukcesy reprezentacyjne
Liga Europejska:
- 2010, 2012
- 2009, 2011, 2013